# Тут падають камені
«Тут падають камені» (рос. «Здесь падают камни») — грузинський радянський чорно-білий художній фільм 1931 року кінорежисера Михайла Чіаурелі. Існує друга назва фільму «Хабарда!»

## Сюжет
Кінець 20-х років. Виконком Тіфліса приймає рішення почати переоблаштування кварталу, а спершу знести стару, нічим не примітну церкву. Деякі верстви населення міста піднімаються на захист історичного пам'ятника. Комсомольці швидко виконують рішення керівництва і до великого конфузу у захисників церкви, в її фундаменті знаходять плиту з написом, який суперечить даним правдошукачів. Фільму властиві гостра сатира і ексцентричний гротеск.

## Актори
- Сергій Заврієв — Діоміде
- П.Чконія — Луарсабі
- Ш.Асатіані — робітник
- С.Вачнадзе — технічний робітник
- Н.Гоцерідзе — поет
- Михайло Геловані — епізод (немає в титрах)